# Acide fluorosulfurique
L'acide fluorosulfurique, également appelé acide fluorosulfonique, est un composé chimique de formule HSO3F. C'est un liquide peu visqueux, soluble dans les solvants polaires tels que le nitrobenzène, l'acide acétique et l'acétate d'éthyle, mais peu soluble dans les solvants apolaires tels que les alcanes. Il s'agit d'un superacide de pKa égal à -10 dont le mélange équimolaire avec le pentafluorure d'antimoine SbF5 donne l'acide magique HSO3F·SbF5, un acide parmi les plus forts connus. Cette acidité lui permet de dissoudre pratiquement n'importe quelle substance organique, même les composés faiblement accepteurs de protons.
HSO3F s'hydrolyse lentement en acide fluorhydrique et acide sulfurique ; l'acide triflique HSO3CF3, qui lui est structurellement apparenté, est plus stable dans l'eau.

## Propriétés
L'acide fluorosulfurique peut être vu comme une molécule d'acide sulfurique où un groupe -OH aurait été remplacé par un atome de fluor. L'électronégativité du fluor, supérieure à celle de l'oxygène, entraîne une augmentation de l'acidité du produit obtenu.

## Préparation
On prépare l'acide fluorosulfurique en faisant réagir du fluorure d'hydrogène HF sur du trioxyde de soufre SO3 :
SO3 + HF → HSO3F.
Une autre façon de procéder consiste à attaquer du bifluorure de potassium KHF2 ou du fluorure de calcium CaF2 par de l'oléum H2S2O7 à 250 °C puis à distiller HSO3F après en avoir éliminé le fluorure d'hydrogène par circulation d'un gaz rare.

## Utilisation
L'acide fluorosulfurique est utilisé pour produire des mélanges de HF et H2SO4 pour graver le cristal. Il favorise l'isomérisation des alcanes et l'alkylation des hydrocarbures avec des alcènes, bien qu'on ne sache pas encore si cette réaction peut avoir un intérêt industriel. Il peut également être utilisé en laboratoire comme agent de fluoration.